# 巴尔特雷斯
巴尔特雷斯（法語：Bartrès，法語發音：[baʁtʁɛs]）是法国上比利牛斯省的一个市镇，属于阿热莱斯加佐斯特区。

## 地理
巴尔特雷斯（43°7'25"N, 0°2'51"W）面积7.31 平方千米，位于法国奧克西塔尼大區上比利牛斯省，该省份为法国西南部内陆省份，北至热尔省，西接大西洋比利牛斯省，南与西班牙接壤，东临上加龙省。
与巴尔特雷斯接壤的市镇（或旧市镇、城区）包括：拉马克蓬塔克、阿代、卢巴雅克、盧爾德、奥桑、普埃费雷。

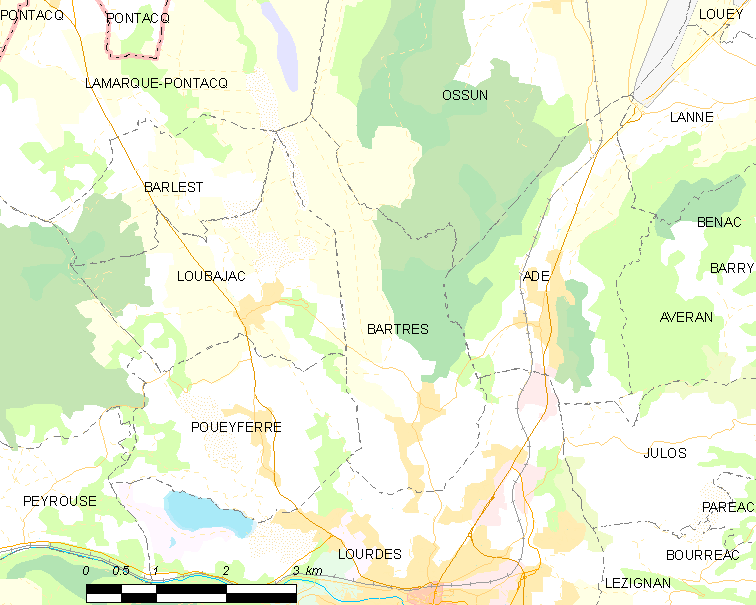
巴尔特雷斯的OSM定位图

巴尔特雷斯的时区为UTC+01:00、UTC+02:00（夏令时）。

## 行政
巴尔特雷斯的邮政编码为65100，INSEE市镇编码为65070。

## 政治
巴尔特雷斯所属的省级选区为卢尔德第一县。

## 人口

1962-2008年间巴尔特雷斯人口变化图示

巴尔特雷斯于2022年1月1日时的人口数量为510人。